# Drino succini
Drino succini là một loài ruồi trong họ Tachinidae.